# Nỉ lan hoa nhỏ
Nỉ lan hoa nhỏ (danh pháp hai phần: Eria tenuiflora) là một loài phong lan.
Cây phân bố ở Đông Nam Á. Tại Việt Nam, cây có mặt ở các khu vực Phú Quốc.